# Nostis et nobiscum
Nostis et nobiscum ist eine Enzyklika von Papst Pius IX., sie trägt den Untertitel: „Über die Kirche im päpstlichen Staat“. Am 8. Dezember 1849 wandte sich der Papst mit dieser Enzyklika an die Erzbischöfe und Bischöfe in Italien und hebt im Eingangsteil hervor, dass er sich bereits früher zum Sozialismus geäußert habe, so habe er in seiner Enzyklika Qui pluribus (1846) den revolutionären Sozialismus als eine unerlaubte und gegen die Natur gerichtete Lehre bezeichnet und nannte ihn erneut einen elenden Feind der Wahrheit, der Gerechtigkeit und der Ehre.
Durch diese Machenschaften sehe er den italienischen Staat und die katholische Kirche stark gefährdet und wandte sich vehement gegen den voranschreitenden Protestantismus, er nannte es  Bosheit und Frechheit zu behaupten, dass dieser den Katholizismus ersetzen solle. Die Theorien des Sozialismus und Kommunismus bezeichnete Pius IX. als verwirrende und pervertierte Lehren und er verbot jeglichen Umgang mit den „Feinden der Kirche“. Er rief seine Mitbrüder eindringlich auf und forderte sie auf, nicht zuzulassen, dass Italien ein Opfer dieser Raubtiere werde. Es seien teuflische Machenschaften und unwahre Versprechungen, die in den Mantel von Gleichheit und Freiheit verhüllt seien, um die Menschen zu verführen.
Abschließend erinnerte er den Klerus an seine christlichen Pflichten, er wies die Bischöfe an, bei der Priesterausbildung nur geeignete Kandidaten auszuwählen, und setzte auf eine gute, nach den christlichen Glaubenslehren ausgerichtete, Priesterausbildung.